# Ligugé
Ligugé is een gemeente in het Franse departement Vienne (regio Nouvelle-Aquitaine) en telt 3080 inwoners (2011). De plaats maakt deel uit van het arrondissement Poitiers.

## Geografie
De oppervlakte van Ligugé bedraagt 22,7 km², de bevolkingsdichtheid is 135,6 inwoners per km².Ligugé ligt enkele kilometers ten zuiden van Poitiers. Tussen Ligugé en Poitiers bevindt zich een bos (Bois de Ligugé) waar veel zeldzame planten en dieren voorkomen.

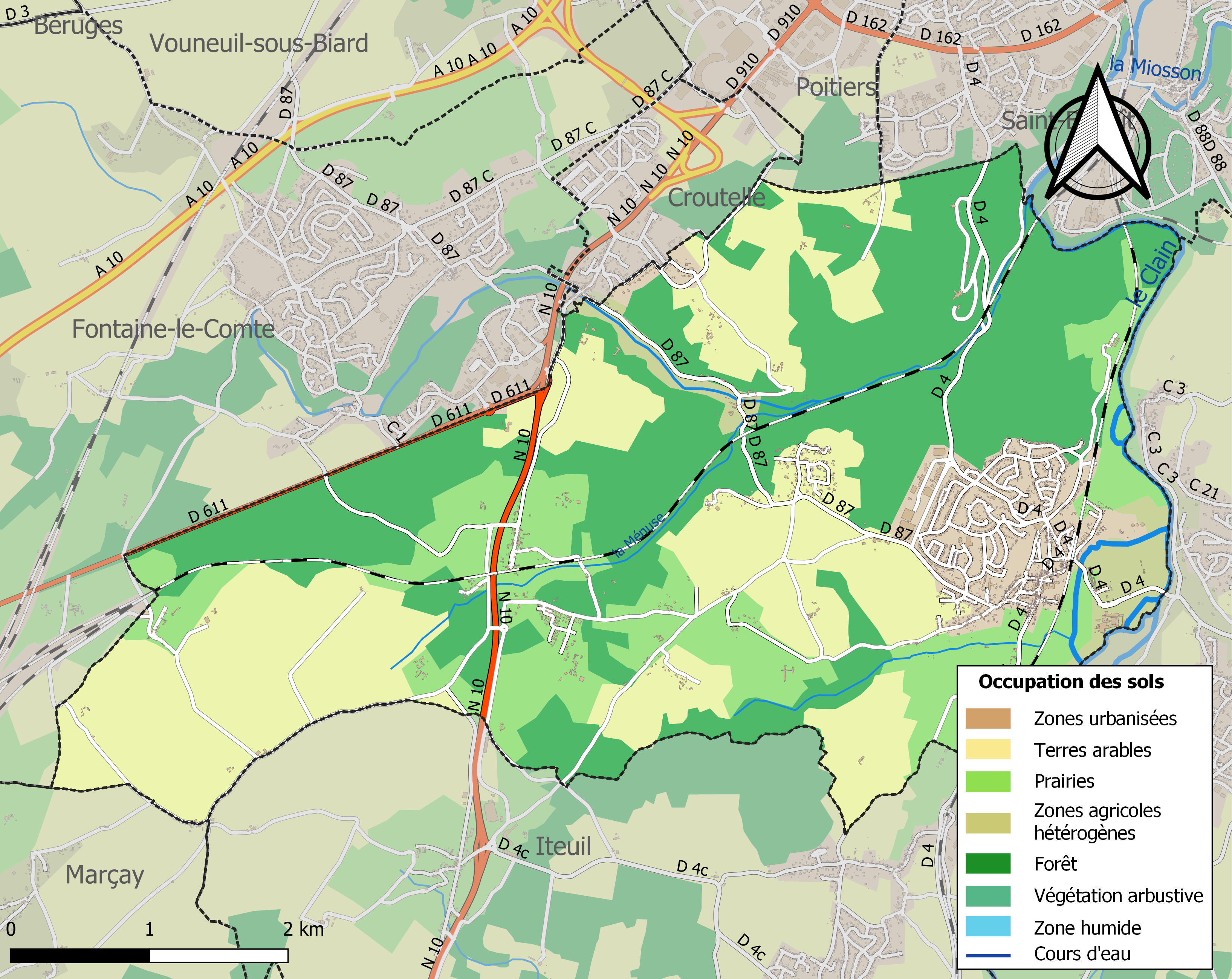
Kaart van de gemeente met de belangrijkste infrastructuur, bodemgebruik en omliggende gemeenten. Het dorp Ligugé ligt midden-rechts.

## Verkeer
In de gemeente ligt de spoorweghalte Ligugé.

## Geschiedenis
Het plaatsje, gelegen aan het riviertje de Clain, waarop al van oudsher watermolens stonden, kende van ca. 1800 tot 1970 een bescheiden textielindustrie.
In mei 1940 werd het spoorwegstation van het dorp door de Duitse Luftwaffe gebombardeerd en verwoest.
De laatste decennia groeit het inwonertal weer door de bouw van nieuwe huizen voor mensen die in Poitiers werken, maar niet in de stad willen wonen.

### Abdij
Het eerste katholieke klooster van Gallië zou in Ligugé gesticht zijn door Martinus van Tours rond 360. Het was eeuwenlang het centrum van de regio. Pas na de Franse revolutie verminderde het belang van het klooster. Het werd verkocht ten gunste van de staatskas (als Nationaal goed).
In 1853 werd het klooster opnieuw gesticht in een nieuwe behuizing. Van 1899 tot 1901, kort voordat het klooster op last van de Franse autoriteiten tijdelijk werd gesloten, verbleef de schrijver Joris-Karl Huysmans hier. Hij schreef erover in zijn roman En route (1895). Tijdens de Tweede Wereldoorlog diende het, ondanks verplichte inkwartiering van circa vijftig Duitse soldaten van de Wehrmacht, als onderduik- en doorgangsadres voor mensen, die aan de vervolgingen in het door Nazi-Duitsland bezette Frankrijk wilden ontsnappen. Onder andere Robert Schuman was er in augustus 1942 tien dagen te gast. Ook Amadou-Mahtar M'Bow, een Senegalees politicus die later directeur-generaal van UNESCO zou worden, verbleef er korte tijd.
Na de oorlog werd in het klooster een atelier voor emailleerkunst ingericht. Het klooster is nog steeds als zodanig in gebruik door de Congregatie van Solesmes. Het is tevens opengesteld voor gasten die er enige tijd in retraite willen gaan. Daarnaast wordt in het klooster wetenschappelijke studie verricht naar de kerkvaders en naar het oude Assyrië.
Het klooster is sinds het midden van de 19e eeuw een Nationaal Monument.

### Demografische ontwikkeling
Onderstaande figuur toont het verloop van het inwonertal (bron: INSEE-tellingen).